# 벨의 마법의 세상
《벨의 마법의 세상》(Belle's Magical World)은 미국에서 제작된 다니엘 드 라 베가 감독의 1997년 애니메이션 영화이다. 제프 베넷 등이 주연으로 출연하였다. 이 작품은 1998년 2월 17일 개봉되었으며 1991년 월트 디즈니 픽처스 애니메이션 영화 미녀와 야수, 그리고 미녀와 야수 3부작의 마지막 판의 후속이다.
1998년 첫 개봉 당시 이 영화는 3개의 연결된 부분으로 구성되었다: "The Perfect Word," "Fifi's Folly", "The Broken Wing". 2003년 개봉된 특별판의 경우 22분 길이의 다른 부분(Mrs. Potts' Party)이 포함되었다.

## 출연

### 주연
- 제프 베넷
- 로비 벤슨
- 짐 커밍스
- 그레고리 그루트
- 페이지 오하라
- 데이빗 오그던 스타이어스
- 제리 오바치
- 롭 폴슨
- 킴미 로벗슨
- 앤 로저스
- 프랭크 웰커
- 에이프릴 윈첼
- 조 앤 워리